# Cratere Dogana
Dogana è un cratere di Marte, creatosi in seguito a un impatto e con diametro approssimativamente di 41,2 km di larghezza.
È localizzato a 10° sud e 306° est. Prende il nome da Dogana, una curazia (frazione) di Serravalle della Repubblica di San Marino, e il suo nome è stato approvato dall'Unione Astronomica Internazionale il 19 aprile 2011.